# Colin Robertson

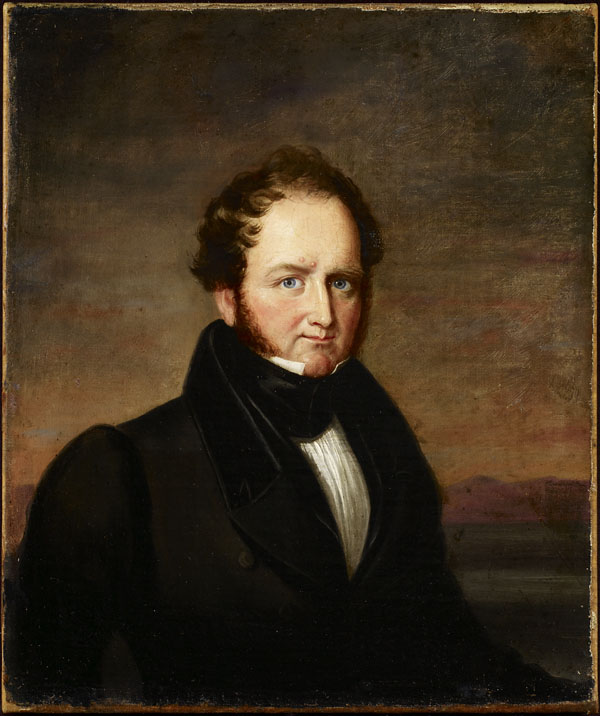
Colin Robertson

Colin Robertson (* 27. Juli 1783 in Perth, Schottland; † 4. Februar 1842 in Montreal, Kanada) war Fellhändler und Politiker im heutigen Kanada.

## Jugend
Colin Robertson wurde 1783 in Schottland als Sohn des Webers William Robertson und seiner Frau Catherine Sharp geboren. Er erlernte zunächst das Handwerk seines Vaters, doch entfloh er dem elterlichen Betrieb bald und schlug sich nach New York, NY durch, wo er zunächst in einem Lebensmittelladen arbeitete.
Um 1803 wurde er Hilfs-Sekretär bei der North West Company (NWC), die er 1809 wieder verließ und nach Großbritannien zurückkehrte. Man nimmt an, dass vor allem Enttäuschung über das berufliche Fortkommen in der NWC ihn zu diesem Schritt bewegte.

## Einstieg bei der Hudson’s Bay Company
Vermutlich geleitet durch Kontakte aus seiner Zeit in Diensten der NWC nahm Robertson 1809 in London Kontakt zu deren großer Konkurrentin Hudson’s Bay Company (HBC) auf und unterbreitete Vorschläge zur Ausweitung des Fellhandels des Unternehmens auf das Gebiet von Athabasca, der Domäne der NWC. Die HBC fand Robertsons Vorschläge überzeugend und bot ihm Beschäftigung an, wollte aber das Athabasca-Unternehmen noch eine Weile hinausschieben. Das war ihm zu wenig und er zog nach Liverpool, wo er 1812 mit seinem Bruder Samuel zusammen ein Unternehmen gründete, das Hauptsächlich Schiffsausrüstung betrieb.
1814 hatte sich die HBC dann entschlossen, Robertsons Pläne umzusetzen, und warb ihn als Leiter des Projekts an. Sein Unternehmen sollte für seine Abwesenheit durch bevorzugte Auftragsvergabe seitens der HBC entschädigt werden. Robertson traf Ende 1814 in Montreal ein und warb Männer für seine Unternehmungen an. Im Frühjahr 1815 konnte er mit 160 Leuten in 16 Kanus nach aufbrechen.

## Red River
Der Weg nach Athabasca führte Robertson zunächst durch das Gebiet der Red-River-Kolonie, in dem der HBC-Vorstand und einflussreiche Anteilseigner Lord Selkirk 1812 ein Siedlungsprojekt begonnen hatte. Das Projekt war auch ein Angriff auf die Konkurrentin NWC, die bis dahin genau in dem Siedlungsgebiet mit Hilfe der Métis ihre Fellhandels-Expeditionen ausgerüstet hatte, und wie Robertson auf dem Weg nach Athabasca darauf angewiesen war, den Teil des heutigen Kanadas zu durchqueren, den die HBC mit dem Siedlungsprojekt unter ihre Verwaltungshoheit gestellt hatte.
So war es zu offenen Auseinandersetzungen gekommen, dem Pemmikan-Krieg, und noch vor seiner Ankunft in Fort Douglas erfuhr Roberts, dass der HBC-Verwalter Miles Macdonell von der NWC festgesetzt und nach Montreal verbracht worden war, nachdem er mit der Pemmican Proclamation die Ausrüstung von NWC-Expeditionen verboten und deren Versorgungsgüter „beschlagnahmt“ hatte. Fort Douglas selbst war niedergebrannt und die Siedler aus dem Gebiet vertrieben worden. Vielen der Siedler begegnete Robertson auf seinem Weg, und die meisten konnte er zur Umkehr bewegen, da die Mannschaftsstärke seiner Expedition ihnen mehr Sicherheit versprach.
Am Red River angekommen konnten andere HBC-Mitarbeiter Robertson überzeugen, sich am Wiederaufbau der Siedlung zu beteiligen, und so verblieb er, als Anfang August der Großteil seiner Expedition nach Athabasca weiterzog. Er baute Fort Douglas wieder auf und eroberte das nahe gelegene Fort Gibraltar der NWC. Im November traf Macdonells Nachfolger als Verwalter, Robert Semple, ein. Obwohl es wiederum Robertson war, der sich in weiteren Auseinandersetzungen mit der NWC über den Winter bis ins Frühjahr 1816 hinein durchsetzte, beanspruchte Semple aufgrund seines Verwaltungsamts als Gouverneur von Assiniboia die Führung. Es kam zu Meinungsverschiedenheiten bezüglich des Umgangs mit Versorgungsbooten der MWC, die den Red River bei Fort Gibraltar und Fort Douglas passieren mussten, und Robertson verließ am 11. Juni, empört über die Zögerlichkeit und Unentschlossenheit Semples, den Red River. Nur wenige Tage später fand Semple in der Schlacht bei Seven Oaks den Tod, als er versuchte, sich 60 NWC-Mitarbeitern in den Weg zu stellen, die die Forts mit ihren Versorgungs-Kanus auf dem Landweg umgingen.

## Expedition nach Athabasca
Robertson begab sich nach York Factory an der Hudson Bay, dem Hauptquartier der HBC in Nordamerika. Er wollte zurück nach England, doch sein Schiff wurde vom Eis aufgehalten, und während man in Eastmain Factory überwinterte, erfuhr er von Anklagen der NWC gegen ihn in Montreal. Und so begab er sich wieder nach Montreal, und noch während er sich gegen die Anklagen verteidigte, die letzten Endes fallengelassen wurden, bereitete er schon wieder eine neue Expedition für die HBC nach Athabasca vor. Seine Firma in Liverpool war inzwischen bankrottgegangen, aber Lord Selkirk versprach, sich darum zu kümmern. Und so reiste Robertson mit 110 Leuten in 10 Kanus im Frühjahr 1818 aus Montreal ab.
Auf seinem Weg zum Red River traf er viele der Expeditionsteilnehmer von 1815 an, die unter John Clarke weiter nach Athabasca gezogen waren. Sie waren von der NWC aufgebracht worden, und nach Clarkes Festnahme hatten sich die Männer zerstreut. Viele waren gewillt, unter Robertson einen neuen Versuch zu unternehmen, und wuchs die Expedition auf 190 Leute in 27 Kanus an. In Athabasca angekommen wurde aber auch Robertson festgenommen. Er konnte seine Leute aber durch aus der Gefangenschaft geschmuggelte Nachrichten zum Verbleiben und zum Widerstand gegen die NWC bewegen. Im Juni 1819 konnte er dann fliehen, und überwinterte mit seinen Leuten in St Mary’s Fort im heutigen Alberta. Auf Expedition im Sommer 1820 wurde er erneut festgenommen, konnte wieder entkommen, und floh diesmal in die USA, von wo er nach England zurückkehrte.

## Vereinigung der Fellhändler
Zwischenzeitlich war Selkirk gestorben, und mit ihm das Versprechen, die Schulden der Pleite seiner Firma zu begleichen. Er floh zunächst nach Frankreich, konnte sich später aber mit seinen Gläubigern einigen und reiste 1821 wieder nach Kanada. Dort wurde gerade die Vereinigung von HBC und NWC eingeleitet, nachdem die Kontrahenten sich gegenseitig mit dem Pemmikankrieg an den Rand des Bankrotts gebracht hatten. Robertson wurde zum leitenden Kommissionär des Handelspostens Norway House im heutigen Manitoba. Für höhere Aufgaben schien er George Simpson, dem neuen Leiter der HBC, in dem nun friedlichen Handelsgeschäft aber nicht geeignet.

## Späte Jahre

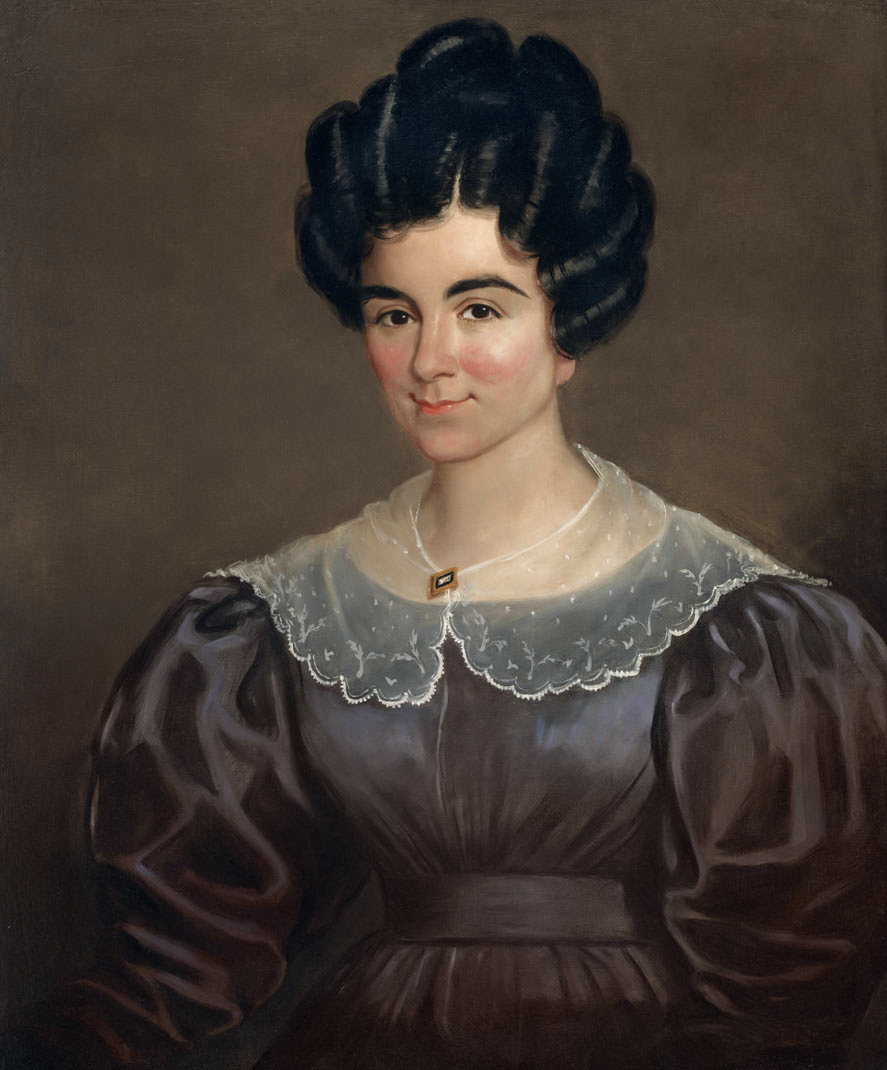
Madame Colin Robertson (James Bowman, 1833)

Das Verhältnis zu Simpson sollte über Jahre schlecht bleiben. Robertson wurde von Handelsposten zu Handelsposten versetzt, aber an einen Aufstieg innerhalb der Firma war nicht zu denken. 1831 kam es zu einem schweren Streit, nachdem Robertson seine Frau, die Mestizin Theresa Chalifoux, mit der er bereits seit 1820 verheiratet war, am Red River offiziell eingeführt hatte, was Simpson wegen rassistischer Vorbehalte gegen Mestizen missfiel. Robertson plante den Ausstieg aus der HBC und bereitete den Umzug seiner Familie nach England vor, wo sein ältester Sohn Colin bereits die Schule besuchte. Dann erlitt er jedoch einen Schlaganfall und konnte 5 Jahre lang kaum arbeiten. Die HBC behielt ihn trotzdem in ihren Diensten, und ab 1837 arbeitete er wieder in seiner alten Position.
1840 ging er dann in Ruhestand und kandidierte 1841 für das kanadische Parlament, in das er auch gewählt wurde. Er sollte das Amt aber nicht lange ausfüllen können, denn bereits 1842 verunglückte er bei einem Schlittenunfall tödlich.